# Castell de Beggen
El castell de Beggen (en luxemburguès: Beggener Schlass; en francès: Château de Beggen), conegut com el Castell Vell d'Ansemburg, al barri de Beggen de la ciutat de Luxemburg Luxemburg en l'actualitat allotja l'ambaixada de Rússia a Luxemburg.

## Història
El lloc on es troba el castell va ser comprat al segle xviii per Pierre Bourgeois, el propietari de la primera fàbrica de paper a Senningen, i una altra fàbrica de paper va ser construïda en aquest indret. El molí va ser alimentat per aigua del Donnersbach, que fluïa des del costat de Grünewald; la fàbrica va estar en actiu durant les primeres dècades del segle xix. Aquesta propietat va ser adquirida per Auguste Dutreux abans del 1851.
La propietat adquirida el 23 d'octubre de 1865 per Metz & Co, i el 1866 el Donnersbach va ser redirigit per a proveir la companyia siderúrgica a Dommeldange. Durant la dècada de 1880, Émile Metz hi va construir una mansió a; va ser reduïda a cendres el gener de 1894. De 1894 a 1895, Janssens Wynand, un arquitecte de Brussel·les, va construir l'actual castell en un estil historiocista reminiscència dels castells de Vaux-le-Vicomte i Fontainebleau.
Quan Metz va morir el 1904, la propietat va passar a la seva vídua Edmée Tesch i quan la senyora Tesch va morir el 1919, a falta d'hereus directes, la propietat va ser llegada a parts iguals per Émile Mayrisch, director general de ARBED, i Gastón Barbanson. Barbanson va comprar les accions de Mayrisch de la propietat el 1923, i va residir allà fins al 10 de maig de 1940, quan l'Alemanya nazi va envair i ocupar Luxemburg. La família Barbanson va fugir al sud de França, i de 1940 a 1944 la propietat va ser ocupada per la Wehrmacht. D'octubre de 1944 a setembre de 1945 unitats de l'Exèrcit dels Estats Units d'Amèrica hi van estar estacionats.
Barbanson va morir el 1946 i la seva vídua i filla van renunciar als seus drets d'herència i la propietat va passar a un fons de caritat creada el 1913 per Edmée Tesch. El 2 de març de 1948, el consell de govern del fons de caritat va decidir vendre'l i el 1949 un home de negocis belga la va comprar per 4,2 milions de francs. A partir de 1950-1956 va ser utilitzada com a hotel, anomenat «Hôtel des Forges».

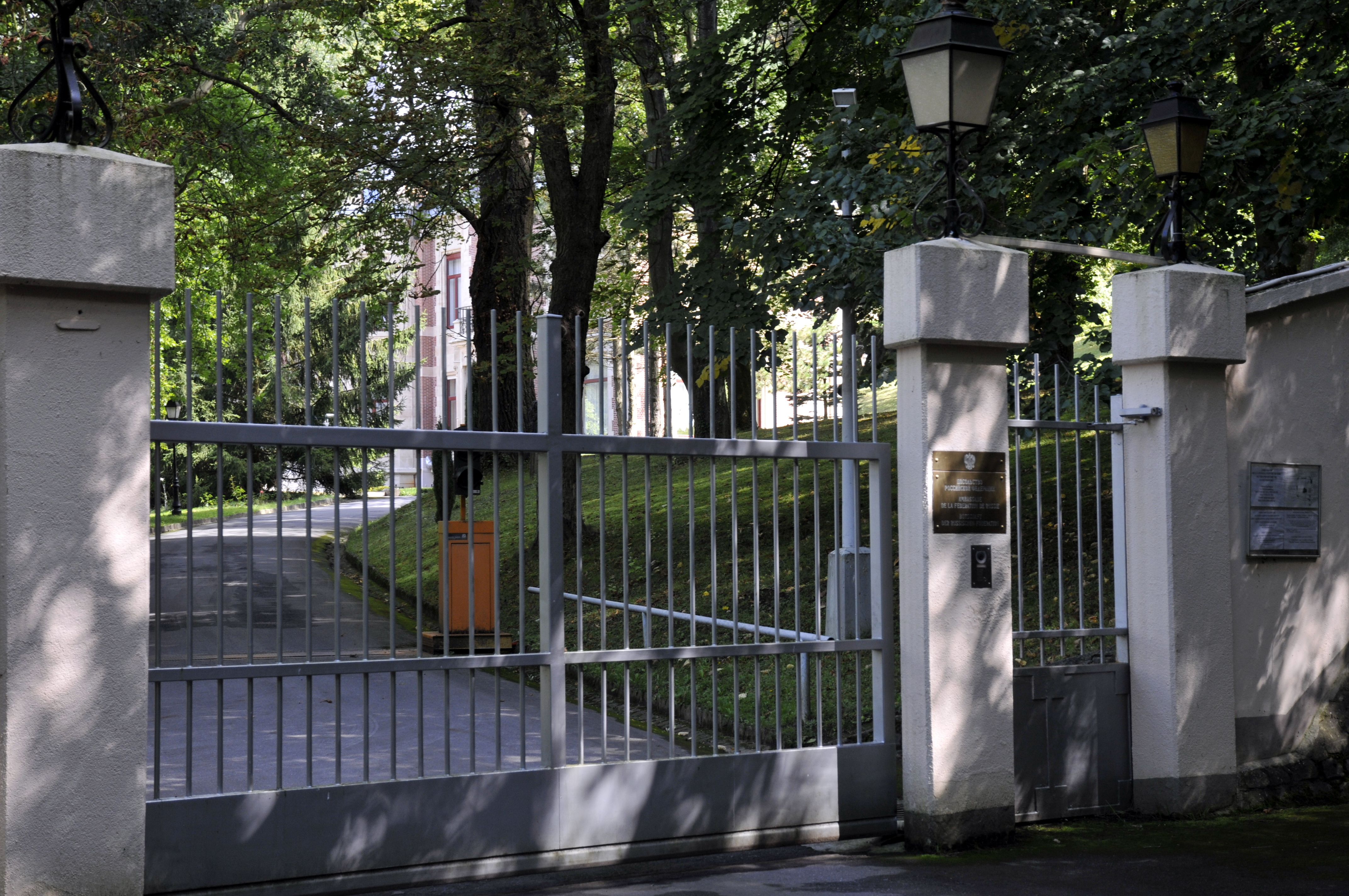
Entrada al castell, aviu ambaixada de Rússia a Luxemburg

L'any 1956 el castell va ser llogat per la Unió Soviètica per obrir la seva missió diplomàtica a Luxemburg. Durant la revolució hongaresa de 1956 la missió va ser atacada per un grup de manifestants, i la planta baixa del castell va patir danys considerables. [2] El 5 de juny de 1973, el castell i un adjacent de 2,8 hectàrees de terreny van vendre's a l'ambaixada de la Unió Soviètica per 8,5 milions de francs.
Des de 2005-2009 el castell es va restaurar completament, en la reconstrucció i els interiors s'han respectat com estaven anteriorment. Durant les obres, que han costat uns quatre milions d'euros, el personal de l'ambaixada va treballar temporalment en altres edificis del lloc. L'ambaixador, que normalment utilitzava el castell com la seva residència oficial, també va haver de trobar un altre allotjament, i les funcions de l'ambaixada van ser realitzades al Gran Teatre. Els mosaics danyats del castell van ser restaurats utilitzant procediments costosos; les fustes podrides de portes, parets i sostres es van reproduir; el castell va ser equipat amb mobles fabricats a Itàlia i els accessoris comprats als mercats d'antiguitats. Emile Hengen de Tageblatt nomena el castell reformat la «més magnífica» ambaixada a Luxemburg. Al setembre de 2009, el castell va ser una important atracció en les Jornades Europees del Patrimoni a Luxemburg i uns tres-cents membres del públic va visitar la propietat.